# Église Notre-Dame de Renwez
L'église Notre-Dame est une église située à Renwez, en France, résultat de différentes constructions et reconstructions, du XIVe siècle au XVIIe siècle.

## Localisation
L'église est située dans le département français des Ardennes, sur la commune de Renwez, au centre du bourg et au point de convergence des routes venant de Revin, Montcornet, Charleville-Mézières, et Rocroi.

## Historique
Une église a été construite en cet emplacement au XIIe siècle, puis remise en état successivement par Antoine et Philippe de Croÿ. L’église actuelle est essentiellement du XVIe siècle, et a été élevée  après les incendies de 1478.
Le maître-autel en bois et la chaire sont de 1671, fabriqués par Jean Hutreau, sculpteur à Chémery. Des orgues ont été installés en 1790, œuvre du facteur Kerst, de Charleville,  mais ils ont été dépouillés de leurs tuyaux par les Allemands en 1917.
L'édifice est classé au titre des monuments historiques en 1913.

## Description
De l'église détruite par l'incendie de 1478, il reste le portail et la première travée de l'ancienne nef, ouvrant sur une nouvelle nef. Mais ce portail est lui-même devenu un portail intérieur puisqu'un autre porche et un autre portail occidental ont été construits à la fin du XVe siècle. La croisée du transept semble également être issue de l'église antérieure à 1478.
La nef « neuve » a trois travées, flanquées de bas-côtés, la troisième travée s'ouvrant sur des chapelles. Les bras du transept qui suit se distinguent par des voûtes à liernes et à tiercerons. Le chœur est à cinq pans, mais sa voûte est d'une conception particulièrement complexe, dessinant 22 compartiments. Cette voûte est de la Renaissance.
Les voûtes de la nef sont sexpartites, partagées par un lierne dans l'axe de l'édifice. Les voûtes des bas-côtés sont sur croisées d'ogives. Les nervures des doubleaux et formerets s'entrecroisent au-dessus du tailloir des chapiteaux. Une gorge circulaire est placée sous ces tailloirs avec des banderoles sculptées en feuillages, ronces et écussons.Dans les bas-côtés, des tirants de pierre légèrement arqués raidissent la nef sous les doubleaux
L'église comprend une série de fenêtres au style flamboyant, ainsi que la rosace au-dessus du portail sud. Le clocher de 1769 surmonte l'ancien portail occidental, devenu portail intérieur.
À l'intérieur, parmi le mobilier liturgique, on peut remarquer le maître-autel, les autels latéraux, les boiseries et stalles du chœur du XVIIIe siècle et l'orgue.